# Presa Romana de Consuegra

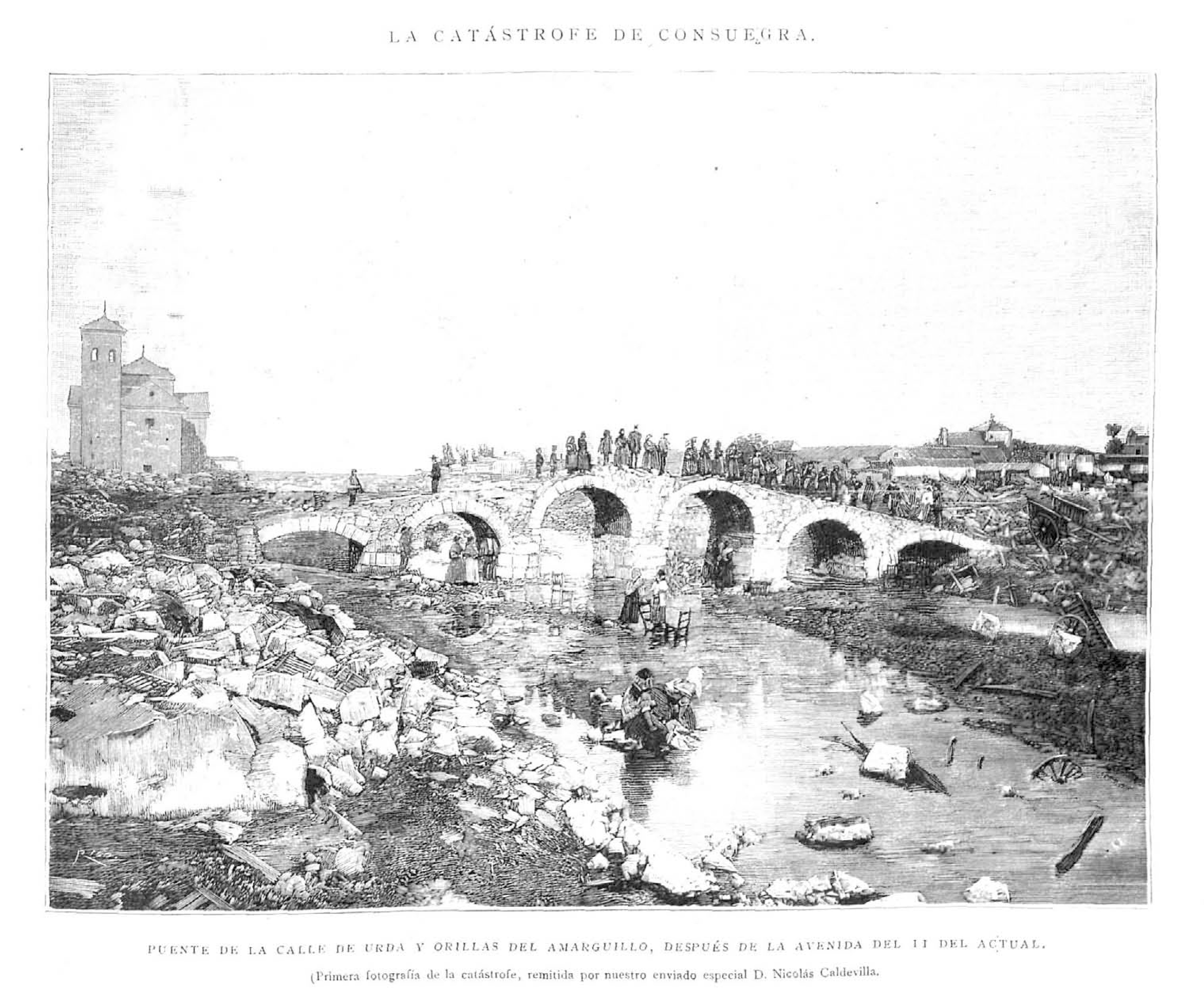
Consuegra tras la riada del río Amarguillo de 1891

La represa de Consuegra es una presa de contrafuertes posiblemente romana localizada en la provincia de Toledo, Castilla-La Mancha, España, actualmente en ruinas. Está situada en el río Amarguillo, aguas arriba de Consuegra.

## Historia
Aunque tenía menos de 5 metros de altura, la presa era notablemente larga, más de 600 metros. El embalse parece haber tenido una doble función de abastecimiento de agua a Consuegra y de riego de tierras de cultivo.
El asentamiento de Consuegra se remonta a la época prerromana y fue lo suficientemente importante como para disponer de un circo.
El río Amarguillo tiene un caudal irregular, y en 1891 una inundación dañó gravemente la localidad de Consuegra. La presa también puede haber sufrido daños a resultas de esta crecida.

## Conservación
La estructura está protegida por la lista de patrimonio Bien de Interés Cultural (España).

## Lecturas relacionadas
- García-Diego, José A.; Díaz-Marta, Manuel; Smith, Norman (1980), «Nuevo estudio sobre la presa romana de Consuegra», Revista de obras públicas 127 (3181): 487-505, archivado desde el original el 20 de julio de 2011, consultado el 7 de marzo de 2021.
- García-Diego, José A.; Fernández Casado, Carlos (1983), «Estudio conjunto sobre la presa romana de Consuegra (I)», Revista de obras públicas 130 (3215): 491-502, archivado desde el original el 20 de julio de 2011, consultado el 7 de marzo de 2021.
- García-Diego, José A.; Fernández Casado, Carlos (1983), «Estudio conjunto sobre la presa romana de Consuegra (II)», Revista de obras públicas 130 (3216): 585-599, archivado desde el original el 20 de julio de 2011, consultado el 7 de marzo de 2021.
- García-Diego, José A.; Fernández Casado, Carlos (1983), «Estudio conjunto sobre la presa romana de Consuegra (III)», Revista de obras públicas 130 (3217): 673-688, archivado desde el original el 2 de junio de 2010, consultado el 7 de marzo de 2021.
- Díaz-Marta, Manuel; Mezquiriz, Maria Ángeles (1983), «Comentarios al estudio conjunto sobre la presa romana de Consuegra», Revista de obras públicas 131 (3223): 191-205, archivado desde el original el 2 de junio de 2010, consultado el 7 de marzo de 2021.
- Schnitter, Niklaus (1978), «Römische Talsperren», Antike Welt 8 (2): 25-32 (29).

- Datos: Q1128365